# Sân bay quốc tế Iloilo
Sân bay quốc tế Iloilo (tiếng Hiligaynon: Pangkalibutan nga Hulugpaan sang Iloilo, tiếng Filipino: Paliparang Pandaigdig ng Iloilo) (IATA: ILO, ICAO: RPVI), cũng được biết đến với tên Iloilo Airport, và như sân bay Cabatuan Airport, sau đô thị củaCabatuan, Iloilo nơi sân bay tọa lạc, và đôi khi có sự sai sót như sân bay Santa Barbara cho khu đô thị Santa Barbara gần đó, Iloilo, là sân bay phục vụ tỉnh Iloilo ở Philippin, bao gồm thành phố thủ phủ của nó- thành phố Iloilo- trung tâm khu vực của vùng Tây Visayas. Nó mở cửa cho giao thông thương mại vào ngày 14 tháng 6 năm 2007 sau một thập kỷ lập kế hoạch và xây dựng, thay thế sân bay Mandurriao ở Mandurriao đã phục vụ thành phố Iloilo hơn 70 năm. Kết quả là, sân bay mới kế thừa mã sân bay IATA và ICAO, cũng như vị trí của nó là sân bay bận rộn thứ tư ở Philippines, từ người tiền nhiệm của nó. Đây là sân bay đầu tiên ở cả phía Tây Visayas và đảo Panay được xây dựng theo tiêu chuẩn quốc tế đồng thời được xem là cửa ngõ chính trong khu vực. Nó được xếp loại như một sân bay quốc tế bởi Cơ quan Hàng không Dân dụng Philippin.
Sân bay quốc tế Iloilo nằm ở Cabatuan, Iloilo, 24 kilomet (15 dặm) phía Tây Bắc của thành phố Iloilo với diện tích rộng 188 ha (460 mẫu Anh) trải rộng khắp Barangays Tabucan, Tiring, Gaub, Duyan-Duyan và Manguna. Khu tổ hợp sân bay bao gồm một đường băng duy nhất, các tòa nhà hành chính và bảo trì khác nhau, các cơ sở xử lý chất thải và xử lý nước, một trạm phát điện, một nhà ga hàng hóa và một nhà ga hành khách chính. Vị trí trên đường cao tốc Tomas Confesor- đường cao tốc chính xuyên qua đảo giúp sân bay có thể kết nối tất cả các khu vực của Iloilo và Panay bằng đường bộ. Cùng với đó, mạng lưới đường sắt Panay Railways hiện tại có khả năng kết nối sân bay với các khu vực còn lại của Panay bằng đường sắt.
Được xây dựng trong hơn 30 tháng, Sân bay Quốc tế Iloilo là một trong những sân bay lớn nhất được xây dựng tại Philippines. Tại lễ khánh thành, Tổng thống Gloria Macapagal-Arroyo nhận xét rằng sân bay là đẹp và hiện đại nhất trong nước và gọi nó là biểu tượng của tư tưởng chính trị và sự tăng trưởng kinh tế.

## Số liệu thống kê
Dữ liệu từ Cơ quan Hàng không Dân dụng Philippin (CAAP).

### Số lượng hành khách
| Năm  | Nội địa   | Quốc tế | Tổng      | Thay đổi |
| ---- | --------- | ------- | --------- | -------- |
| 2007 | 1,002,618 |         | 1,002,618 | 15.99%   |
| 2008 | 1,073,907 |         | 1,073,907 | 7.11%    |
| 2009 | 1,324,148 |         | 1,324,148 | 23.30%   |
| 2010 | 1,498,695 |         | 1,498,695 | 13.18%   |
| 2011 | 1,707,969 |         | 1,707,969 | 13.96%   |
| 2012 | 1,854,427 |         | 1,854,427 | 8.57%    |
| 2013 | 1,639,364 | 48,734  | 1,688,098 | 8.97%    |
| 2014 | 1,621,650 | 55,982  | 1,677,632 | 0.62%    |
| 2015 | 1,854,126 | 61,696  | 1,915,822 | 14.20%   |
| 2016 | 1,874,922 | 68,797  | 1,943,719 | 1.46%    |
| 2017 | 1,954,813 | 68,203  | 2,023,016 | 4.08%    |

### Số lần cất cánh
| Năm  | Nội địa | Quốc tế | Tổng   | Thay đổi |
| ---- | ------- | ------- | ------ | -------- |
| 2007 | 10,532  |         | 10,532 | 14.13%   |
| 2008 | 12,160  |         | 12,160 | 15.46%   |
| 2009 | 8,440   |         | 8,440  | 30.59%   |
| 2010 | 16,034  |         | 16,034 | 89.98%   |
| 2011 | 10,094  |         | 10,094 | 37.05%   |
| 2012 | 18,208  |         | 18,208 | 80.38%   |
| 2013 | 23,700  | 474     | 24,174 | 32.77%   |
| 2014 | 17,192  | 494     | 17,686 | 26.84%   |
| 2015 | 21,342  | 566     | 21,908 | 23.87%   |
| 2016 | 19,463  | 590     | 20,053 | 8.47%    |
| 2017 | 20,530  | 507     | 21,037 | 4.91%    |

### Khối lượng hàng hóa
Dấu gạch ngang (-) được sử dụng cho hàng hóa quốc tế 2013-2017 vì dữ liệu từ CAAP không có sẵn.
| Năm  | Nội địa (kg) | Quốc tế (kg) | Tổng (kg)  | Thay đổi |
| ---- | ------------ | ------------ | ---------- | -------- |
| 2007 | 10,104,427   |              | 10,104,427 | 1.85%    |
| 2008 | 9,360,273    |              | 9,360,273  | 7.36%    |
| 2009 | 7,483,077    |              | 7,483,077  | 20.05%   |
| 2010 | 11,820,227   |              | 11,820,227 | 57.96%   |
| 2011 | 11,601,045   |              | 11,601,045 | 1.85%    |
| 2012 | 12,961,254   |              | 12,961,254 | 11.72%   |
| 2013 | 12,959,967   | —            | 12,959,967 | 0.01%    |
| 2014 | 15,292,992   | —            | 15,292,992 | 18.00%   |
| 2015 | 12,920,439   | —            | 12,920,439 | 15.51%   |
| 2016 | 13,338,851   | —            | 13,338,851 | 3.24%    |
| 2017 | 15,494,800   | —            | 15,494,800 | 16.16%   |

## Tai nạn và sự cố
Vào ngày 13 tháng 10 năm 2017, Chuyến bay Hàng không Thái bình dương Cebu 461 (đăng ký RP-C3237) đã trượt quá đường băng khi hạ cánh sau chuyến bay từ Sân bay Quốc tế Ninoy Aquino. Tất cả 180 hành khách cùng với phi hành đoàn đã di tản an toàn khỏi máy bay. Tất cả các chuyến bay phục vụ các tuyến Manila-Iloilo-Manila và Iloilo-Cebu-Iloilo đều được chuyển đến Sân bay Roxas. Sân bay quốc tế Mactan-Cebu trở thành sân bay chuyển tiếp cho các chuyến bay Iloilo-Hong Kong-Iloilo.